# Cruz Cafuné
Cruz Cafuné, pseudonimo di Carlos Bruñas Zamorín (Tacoronte, 25 giugno 1993), è un rapper spagnolo.

## Biografia
Carlos Bruñas Zamorín nasce a Tacoronte, sull'isola di Tenerife. Inizia la sua carriera all'interno del gruppo BNMP, ma presto decide di intraprendere un percorso solista. Il 16 marzo 2018 pubblica il suo primo album in studio, dal titolo Maracucho bueno muere chiquito. Il disco, che presenta elementi trap e R&B, è composto d 15 brani, e presenta collaborazioni con Dano, Sholo Truth, Malcriao e Dawaira. Nel gennaio 2020 è la volta del secondo album Moonlight922, che ha come principale tematica le isole Canarie.
Nel dicembre dello stesso anno pubblica l'EP di otto tracce Visión túnel, caratterizzato dalla partecipazione di West Dubai e Maikel Delacalle. Nel 2021 ha l'opportunità di esibirsi al Primavera Sound Festival insieme al collega Recycled J. Il 26 maggio 2023 pubblica il suo terzo album, Me muevo con Dios, contenente collaborazioni con Miky Woodz, Chita, Leïti, Boj, Kris Floyd, Quevedo, LaBlackie, Westside Gunn, La Pantera e Hoke. Il disco si posiziona al secondo posto della classifica spagnola.
Nell'estate 2023 partecipa al Festival Cruïlla, importante manifestazione musicale svolta annualmente a Barcellona. Il 19 luglio 2024 esce invece l'EP Blu€s, caratterizzato da sonorità estive, in seguito ripubblicato a ottobre con l'aggiunta di due nuovi remix.

## Discografia

### Album in studio
- 2018 – Maracucho bueno muere chiquito
- 2020 – Moonlight922
- 2023 – Me muevo con Dios

### EP
- 2020 – Visión túnel
- 2021 – Cáncer capricornio virgo
- 2024 – Blu€s